# Введенское (Ленинградская область)
Введе́нское (фин. Uustia) — деревня в Гатчинском муниципальном округе Ленинградской области.

## История
На карте Ингерманландии А. И. Бергенгейма, составленной по материалам 1676 года, упоминается как деревня Ustia.
Под тем же именем обозначена на шведской «Генеральной карте провинции Ингерманландии» 1704 года.
Затем, как деревня Устье, упоминается на карте Санкт-Петербургской губернии Я. Ф. Шмидта 1770 года на левом берегу реки «Осередешъ» (Оредеж).

УСТЬЯ — деревня принадлежит Кожину, полковнику, при ней лесопильный завод, число жителей по ревизии: 43 м. п., 44 ж. п. (1838 год)

В 1845 году в деревне была построена деревянная церковь во имя Введения во храм Пресвятой Богородицы. Деревня Устье стала селом Введенским.
На этнографической карте Санкт-Петербургской губернии П. И. Кёппена 1849 года она обозначена как деревня «Uustia», расположенная в ареале расселения савакотов. В пояснительном тексте к этнографической карте она записана как деревня Uustia (Устья), финское население которой по состоянию на 1848 год составляли савакоты: 10 м. п., 11 ж. п., всего 21 человек. В пояснительном тексте зафиксировано также русское население, количество которого не указано.

ВВЕДЕНСКОЕ (УСТЬЕ тож) — село генерал-майора Кожина, по просёлочной дороге, число дворов — 19, число душ — 52 м. п.(1856 год)

УСТЬЕ — мыза владельческая при реке Оредежи, число дворов — 1, число жителей: 7 м. п., 9 ж. п.

УСТЬИНСКИЙ — завод владельческий при реке Оредежи, число дворов — 1, число жителей: 4 м. п.; Завод лесопильный.

ВВЕДЕНСКОЕ — село владельческое при реке Оредежи, число дворов — 27, число жителей: 79 м. п., 99 ж. п.; Церковь православная. (1862 год)

В 1868—1869 годах временнообязанные крестьяне села выкупили свои земельные наделы у Е. П. Лошкарёвой и стали собственниками земли.
Согласно карте 1879 года село называлось Устье и состояло из 20 дворов, в нём находились: «Мыза Г. Кожина» и «Пильный завод».

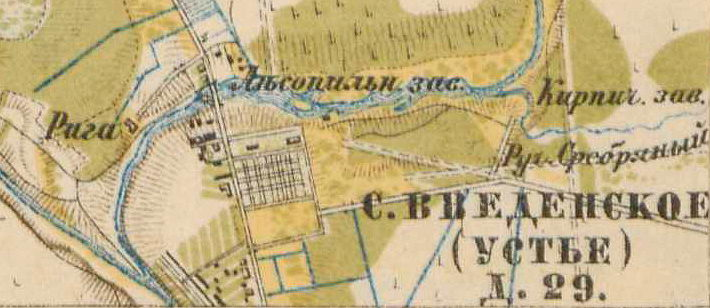
План села Введенское. 1885 год

В 1885 году село насчитывало 29 дворов.
Согласно материалам по статистике народного хозяйства Царскосельского уезда 1888 года имение Введенское с пустошью Налки площадью 15 568 десятин принадлежало потомственному почётному гражданину Петру Николаевичу Зиновьеву, оно было приобретено в 1870—1871 годах за 60 500 рублей. В имении находились: кирпичный завод, мелочная лавка, постоялый двор, винная лавка, лесопильный завод, стеклянно-хрустальный завод. Охота сдавалась в аренду.
В XIX веке село административно относилось к Лисинской волости 2-го стана Царскосельского уезда Санкт-Петербургской губернии, в начале XX века — 4-го стана. Население деревни было смешанным — финско-русским.
К 1913 году количество дворов увеличилось до 42.
В 1917 году в селе осталось 27 крестьянских дворов.
Согласно данным переписи населения СССР 1926 года в селе Введенское Введенского сельсовета Лисинской волости Троцкого уезда проживали 212 человек, русские и финны.

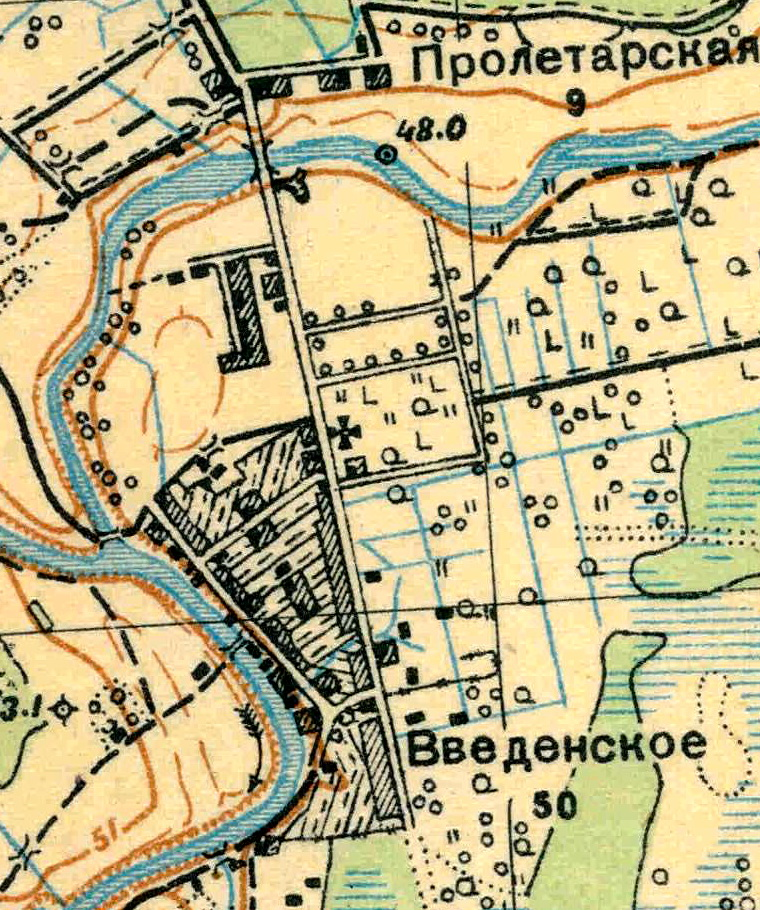
План села Введенское. 1931 год

Согласно топографической карте 1931 года село насчитывало 50 дворов.
По данным 1933 года село Введенское входило в состав Минского сельсовета Красногвардейского района.
В 1940 году население села составляло 133 человека.
C 1 августа 1941 года по 31 января 1944 года находилось в оккупации.
В 1958 году население также составляло 133 человека.
По данным 1966, 1973 и 1990 годов деревня Введенское входила в состав Минского сельсовета.
В 1994 году церковь сгорела.
В 1997 году в деревне проживали 26 человек, в 2002 году — 70 человек (русские — 96%), в 2007 году — 29.

## География
Деревня расположена в юго-восточной части района на автодороге 41К-105 (Мины — Новинка).
Расстояние до административного центра поселения, посёлка городского типа Вырица — 9,5 км.
Расстояние до ближайшей железнодорожной станции Вырица — 9 км.
Деревня находится на левом берегу реки Оредеж в месте впадения в него реки Суйды, к востоку от станции Слудицы.

## Демография
| 1862 | 2007 | 2010 | 2017 |
| ---- | ---- | ---- | ---- |
| 178  | ↘29  | ↗49  | ↘41  |

### Национальный состав
Согласно данным Всероссийской переписи населения 2021 года в деревне проживали 167 человек, из них:
 русские — 159, немцы — 2, татары — 2, узбеки — 2, белорусы — 1, украинцы — 1 человек.

## Достопримечательности

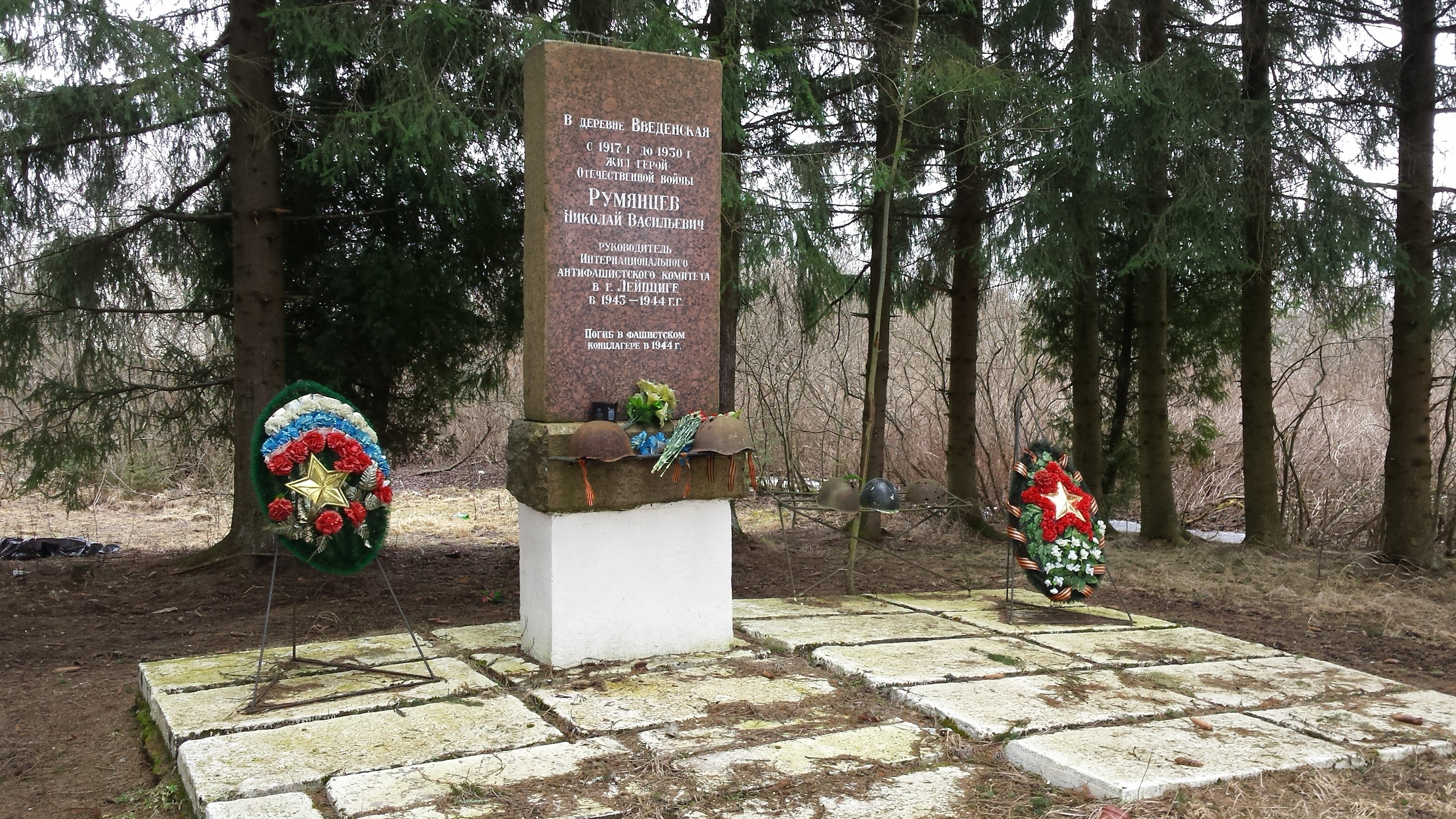
Памятник-стела Н. В. Румянцеву

До революции во Введенском располагался стекольно-хрустальный завод.
Также в окрестностях деревни расположена бывшая «Царская просека» (или «Царская дорожка»), по которой приезжали на охоту из усадьбы «Лисино» российские императоры Александр III и Николай II.
В деревне располагалась церковь во имя Введения во храм Пресвятой Богородицы, построенная в 1845 году. Храм не действовал с 1936 года и был закрыт в 1941 году. В 1994 году церковь сгорела, сейчас на её месте силами о. Владимира из Вырицы, местных жителей и дачников построена церковь в честь Введения во храм Пресвятой Богородицы.
В деревне установлена гранитная стела в память о местном жителе Николае Румянцеве — герое антифашистского подполья в Лейпциге в годы Великой Отечественной войны. Герою-подпольщику посвящена мемориальная доска, установленная на одном из домов деревни, где теперь живут его потомки.

## Транспорт
От Вырицы до Введенского можно доехать на автобусе № 512.

## Улицы
Лесная, Новая, Речная, Царская.